# شب‌زی بال‌سفید
شب‌زی بال‌سفید (نام علمی: Nyctibius leucopterus) گونه‌ای از پرندگان خانواده شب‌زیان (Nyctibiidae) است که در برزیل، گویان فرانسه، گویان، پرو، سورینام و ونزوئلا یافت می‌شود.